# Kim Kyŏng Hŭi
Kim Kyŏng Hŭi, również Kim Kyong Hui (kor. 김경희, ur. 30 maja 1946) – północnokoreańska polityk, siostra Kim Dzong Ila i żona Jang Sŏng T’aeka, straconego w grudniu 2013.
Kim Kyŏng Hŭi jest córką prezydenta Korei Północnej Kim Ir Sena i jego żony Kim Dzong Suk. Należała do ścisłego kierownictwa państwowo-partyjnego i grona zaufanych współpracowników Kim Dzong Ila. Pełniła funkcję kierownika departamentu przemysłu lekkiego Partii Pracy Korei, a od 2010 roku należała także do Biura Politycznego i Komitetu Centralnego, była generałem. Od czasu choroby Kim Dzong Ila była wymieniana jako jeden z możliwych następców na stanowisku przywódczym lub ewentualny „regent” dla jednego z bratanków. Ostatecznie nowym przywódcą został Kim Dzong Un. Kim Kyŏng Hŭi została odsunięta od władzy, a jej męża oskarżono o zdradę i szybko stracono w grudniu 2013. Spekulowano, że otruto ją w 2015 r.  W styczniu 2020 pojawiła się publicznie na obchodach powitania nowego roku, co jednoznacznie obaliło tezę o jej śmierci.